# إذاعة إلكترونية

بلدان تتوفر فيها خدمات نظامية
بلدان تتوفر فيها تجربة / اختبارات
بلدان بها فائدة متاحة
بلدان لا يستخدم بها

الإذاعة الإلكترونية (بالإنجليزية: Digital Audio Broadcasting)‏ وتعرف اختصارًا بـ(DAB) معيارًا للراديو الرقمي لبث خدمات الراديو الصوتية الرقمية، ويستخدم في العديد من البلدان حول العالم، ولكن ليس في أمريكا الشمالية حيث يُستخدم إتش دي راديو بدلاً من ذلك.
بدأ معيار «دي أي بي» كمشروع بحثي أوروبي في الثمانينيات. أطلقت هيئة الإذاعة النرويجية «أن آر كي» أول قناة «دي أي بي» في العالم في 1 يونيو 1995 «أن أر كي كلاسيك»، وأطلقت بي بي سي والإذاعة السويدية أس أر أول بث إذاعي رقمي «دي أي بي» في 27 سبتمبر 1995. كانت مستقبلات «دي أي بي» متاحة في العديد من البلدان منذ نهاية التسعينيات.
يكون «دي أي بي» عمومًا أكثر كفاءة في استخدامه للطيف من راديو إف إم التشابهي، وبالتالي يمكنه تقديم المزيد من خدمات الراديو بنفس النطاق الترددي المحدد. ومع ذلك، يمكن أن تكون جودة الصوت أقل بشكل ملحوظ إذا كان معدل البت المخصص لكل برنامج صوتي غير كافٍ. يعد «دي أي بي» أكثر مناعة فيما يتعلق بالضوضاء والخفوت (التلاشي) متعدد المسارات من أجل الاستماع عن طريق الأجهزة المحمولة، على الرغم من أن جودة استقبال «دي أي بي» تتدهور بسرعة عندما تنخفض قوة الإشارة إلى أقل من عتبة حرجة، بينما تتدهور جودة استقبال إف إم ببطء مع الإشارة المتناقصة (المتضائلة)، مما يوفر تغطية فعالة عبر مساحة أكبر.
استخدم الإصدار الأصلي من «دي أي بي» برنامج ترميز الصوت «أم بّي 2». أصدرت نسخة مطورة من النظام في فبراير 2007، تسمى «دي أي بي بلس»، والذي يستخدم تحويل جيب التمام المعدل المترابط «أم دي سي تي» القائم على ترميز الصوت المتقدم عالي الكفاءة النسخة الثانية «أي أي سي بلس». «دي أي بي» ليس متوافق مع الإصدار الأحدث «دي أي بي بلس»، مما يعني أن المستقبلات المخصصة ل «دي أي بي» غير قادرة على استقبال بث «دي أي بي بلس». ومع ذلك، يمكن للمذيعين مزج برامج «دي أي بي» و «دي أي بي بلس» داخل نفس الإرسال وبالتالي الانتقال التدريجي إلى «دي أي بي بلس». «دي أي بي بلس» تقريبًا ضعف كفاءة «دي أي بي»، وأكثر مناعة.
في إدارة الطيف، تختصر النطاقات المخصصة لخدمات «دي أي بي» العامة ب «تي-دي أي بي» ويشير «تي» إلى أرضي.
اعتبارًا من عام 2018، 41 دولة ستعمل بخدمات «دي أي بي». تستخدم غالبية هذه الخدمات «دي أي بي بلس»، باستثناء أيرلندا والمملكة المتحدة ونيوزيلندا ورومانيا وبروناي التي ماتزال تستخدم عدد كبير من خدمات «دي أي بي». اطلع على مقالة «البلدان التي تستخدم «دي أي بي-دي أم بي». في العديد من البلدان، من المتوقع أن ينتقل من خدمات إف إم الحالية إلى «دي أي بي». تعد النرويج أول دولة تنفذ عملية الانتقال من التشابهي للرقمي لراديو إف إم على المستوى الوطني، في عام 2017، ولكن هذا ينطبق فقط على هيئات البث الوطنية وليس المحلية.

## التقنية

### النطاقات والأنماط
يستخدم «دي أي بي» تقنية البث بعرض نطاق ترددي عريض، وعادةً ما تُخصص الأطياف له في النطاق الترددي الثالث «174-240 ميغا هرتز» ونطاق أل «1.452-1.492 غيغا هرتز»، على الرغم من أن المخطط يسمح بالتشغيل بين 30 و300 ميغا هرتز. حجز الجيش الأمريكي النطاق أل في الولايات المتحدة الأمريكية فقط، ومنع استخدامه لأغراض أخرى في أمريكا، وتوصلت الولايات المتحدة إلى اتفاق مع كندا لحصر البث «دي أي بي» بنطاق أل بالبث الأرضي لتجنب التداخل.
تاريخياً، كان لدى «دي أي بي» عدد من أنماط الإرسال الخاصة بكل بلد «الأول والثاني والثالث والرابع».
- النمط الأول للنطاق الترددي الثالث، الأرضي
- النمط الثاني للنطاق أل، أرضي وأقمار صناعية
- النمط الثالث للترددات تحت 3 غيغا هرتز، أرضي وأقمار صناعية
- النمط الرابع للنطاق أل، أرضي وأقمار صناعية

في يناير 2017، قامت نسخة مواصفات «دي أي بي» محدثة «2.1.1» بإزالة الأنماط الثاني والثالث والرابع، ولم يتبق سوى النمط الأول.

### حزمة (كدسة) البروتوكولات
من وجهة نظر حزمة البروتوكولات لنموذج الاتصال المعياري «أو أس آي»، تسكن التقنيات المستخدمة في «دي أي بي» الطبقات التالية: الترميز الصوتي يسكن طبقة العرض. أسفل ذلك، طبقة ربط البيانات، المسؤولة عن الإرسال المتعدد بالتقسيم الزمني الإحصائي وتزامن الإطارات. أخيرًا، تحتوي الطبقة الفيزيائية على ترميز تصحيح الأخطاء، وتعديل «أو أف دي أم»، والتعامل مع الإرسال عن بعد واستقبال البيانات. بعض هذه الجوانب موصوفة في الأسفل.

#### الترميز الصوتي
يستخدم «دي أي بي» الترميز الصوتي «أم بّي إي جي-1 الطبقة الصوتية الثانية»، والذي يشار إليه غالبًا باسم «أم بّي 2» بسبب الانتشار الواسع ل «أم بي 3» «أم بّي إي جي-1 الطبقة الصوتية الثالثة».
اعتمد معيار «دي أي بي بلس» الأحدث ترميز الصوت المتقدم عالي الكفاءة النسخة الثانية، والمعروف باسم «أي أي سي بلس» أو «أي أي سي زائد». يستخدم «أي أي سي بلس» خوارزمية تحويل جيب التمام المعدل المترابط «أم سي دي تي»، وهو ما يقارب ثلاثة أضعاف كفاءة «أم بّي 2»، مما يعني أن المذيعين الذين يستخدمون «دي أي بي بلس» قادرون على توفير جودة صوت أعلى بكثير أو محطات أكثر بكثير مما يمكنهم مع «دي أي بي»، أو مزيج من جودة الصوت العالي والمزيد من المحطات.
أحد أهم القرارات المتعلقة بتصميم نظام إذاعي رقمي للبث هو اختيار أي ترميز صوتي سيستخدم، لأن كفاءة الترميز الصوتي يحدد عدد محطات الراديو التي يمكن حملها على تجميع (تعدد) إرسال ثابت السعة عند مستوى معين من جودة الصوت.

#### ترميز تصحيح الخطأ
يعد ترميز تصحيح الخطأ «إي سي سي» تقنية مهمة لنظام الاتصالات الرقمية لأنه يحدد مدى متانة (قوة) الاستقبال بالنسبة لقوة إشارة معينة، «إي سي سي» أقوى سيوفر استقبالًا أكثر متانة من أخر أضعف.
يستخدم الإصدار القديم من «دي أي بي» ترميز التفافي مثقب من أجل «إي سي سي» الخاص به. يستخدم نظام الترميز حماية غير متكافئة للأخطاء «يو إي بّي»، مما يعني أن أجزاء من دفقات البتات الصوتية الأكثر عرضة للأخطاء التي تسبب اضطرابات مسموعة تزود بمزيد من الحماية «على سبيل المثال معدل ترميز منخفض» والعكس صحيح. ومع ذلك، ينتج عن مخطط «يو إي بّي» المستخدم في «دي أي بي» وجود منطقة رمادية بين المستخدم الذي يواجه جودة استقبال جيدة وعدم وجود استقبال على الإطلاق، على عكس الحالة مع معظم أنظمة الاتصالات الرقمية اللاسلكية الأخرى التي لها «جرف رقمي» حاد، إذ تصبح الإشارة غير قابلة للاستخدام بسرعة إذا انخفضت قوة الإشارة إلى ما دون عتبة معينة. عندما يتلقى مستمعون «دي أي بي» إشارة في منطقة القوة المتوسطة هذه، فإنهم يختبرون صوت «خرير» يقاطع تشغيل الصوت.